# Progressief Oude IJsselstreek

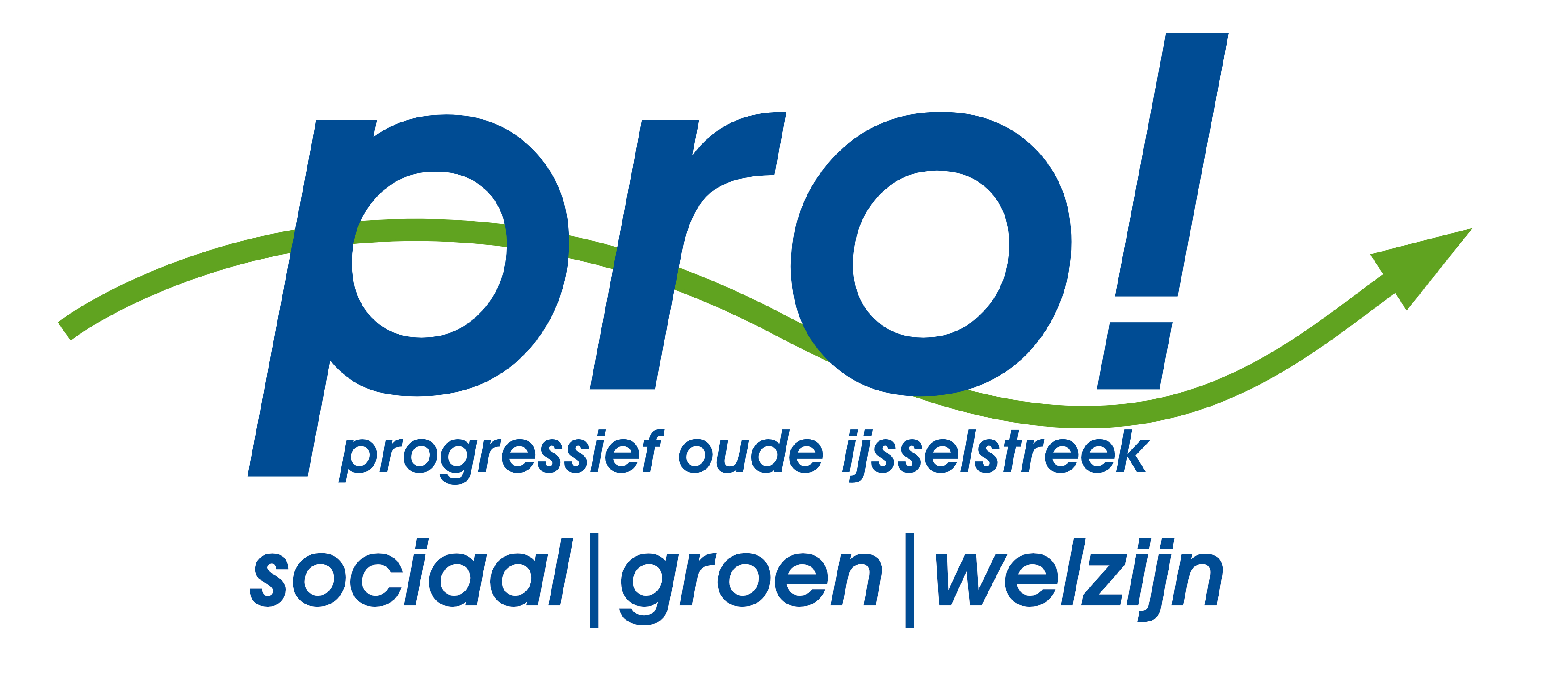
Het logo van Progressief Oude IJsselstreek - Pro!

Progressief Oude IJsselstreek (veelal afgekort tot pro!) is een lokale politieke partij in de gemeente Oude IJsselstreek. De partij is uitsluitend actief in deze gemeente en heeft geen binding met een provinciale of landelijke partij.
De partij is opgericht op 1 september 2020 en kwam voort uit de Socialistische Partij. De drie raadsleden van deze partij sloten zich aan bij Pro!. In het politieke spectrum bevindt Pro! zich links van het midden met een sterke groene en sociale focus. De partij richt zich op kwetsbare groepen en focust op burgerparticipatie. Verder richt de partij zich vooral op lokale en regionale thema's
Pro! heeft sinds de gemeenteraadsverkiezingen 2022 twee zetels in de raad van Oude IJsselstreek.